# Zuzana Gabrišová
Zuzana Gabrišová (* 6. června 1978 Brno) je česká básnířka, editorka a překladatelka.

## Život
Na Filozofické fakultě Masarykovy univerzity vystudovala bohemistiku a anglistiku, poté krátce učila na základní škole. V roce 2006 odjela do Jižní Koreje, kde vstoupila do zen-buddhistického kláštera, v němž strávila sedm let. Po svém návratu pracovala u terénní pečovatelské služby a zároveň nastoupila jako doktorandka oboru Česká literatura na Filozofickou fakultu Univerzity Palackého. Ve své disertační práci, obhájené roku 2017, se věnovala surrealistickým postupům v díle českých básnířek.
Jako editorka připravila výbor poezie Simonetty Buonaccini Na chůdách snu (dybbuk, 2016) a rozsáhlou antologii, mapující tvorbu českých básnířek mezi lety 1857–2016, Milá Mácho. Ta měla v nakladatelství Větrné mlýny vyjít v létě 2020, kvůli včas nevyřízeným autorským právům bylo však vydání odloženo a antologie vyšla na jaře 2022. V roce 2023 vyšel v nakladatelství Malvern výbor z dosud nevydané poezie Marie Valachové Země trochu těžká.
Svoji debutovou sbírku Dekubity vydala pod pseudonymem Vojtěch Štětka v edici TVARy časopisu Tvar, následovaly (již pod vlastním jménem) sbírky O soli (Větrné mlýny, 2004), Těžko říct (Weles, 2013), Ráno druhého dne (dybbuk, 2015) a Samá studna (dybbuk, 2019).
Pro publikaci v zahraničních sbornících Kosmas:Czechoslovak and Central European Journal (2/2004) a In Our Own Words (2005) přeložila do angličtiny básně Petra Hrušky.
Do češtiny příležitostné překlady pro festival Měsíc autorského čtení.

## Dílo
- Dekubity (Tvar, 2002)
- O soli (Větrné mlýny, 2004)
- Těžko říct (Weles, 2013)
- Ráno druhého dne (dybbuk, 2015)
- Simonetta Buonaccini: Na chůdách snu (editorka; dybbuk, 2016)
- Samá studna (dybbuk, 2019)
- Milá Mácho (editorka; Větrné mlýny 2022)
- Marie Valachová: Země trochu těžká (editorka; Malvern 2023)